# 10770 Belo Horizonte
10770 Belo Horizonte è un asteroide della fascia principale. Scoperto nel 1990, presenta un'orbita caratterizzata da un semiasse maggiore pari a 3,0704778 UA e da un'eccentricità di 0,1014276, inclinata di 9,44222° rispetto all'eclittica.